# Disney Parks, Experiences and Products
Walt Disney Parks, Experiences and Products, filiale de la Walt Disney Company, est l'une des quatre divisions de l'entreprise. Elle est créée en partie en 1952 pour la construction et la gestion de Disneyland mais réellement mise en service en 1971 sous le nom Walt Disney Attractions pour l'ouverture du second parc américain de Disney, Walt Disney World Resort. Certains logos ou documents officiels de Disney ajoutent parfois le terme « Theme », Walt Disney Theme Parks and Resorts. En 2019, la société intègre la division Disney Consumer Products.
Les parcs à thèmes regroupent aux États-Unis les complexes de parcs et hôtels de Disneyland Resort et Walt Disney World Resort ainsi que les ESPN Zone. De plus, Disney possède la totalité du capital d'Euro Disney qui gère Disneyland Paris.  Mais également près de la moitié de Hong Kong Disneyland Resort ouvert en septembre 2005, de même pour Shanghai Disney Resort ouvert en 2016. Le complexe de parcs et hôtels de Tokyo Disney Resort est sous franchise auprès de l'Oriental Land Company qui racheta en 2002 Disney Store Japan. La majeure partie de ce qui est visible à Disneyland Resort, Walt Disney World Resort, Tokyo Disney Resort, Disneyland Paris et Hong Kong Disneyland est l'œuvre totale ou partielle (parfois seulement le décor) de Walt Disney Imagineering.
Cette division comporte aussi la compagnie de croisière Disney Cruise Line, la société de partage d'appartement/villa Disney Vacation Club. Disney a aussi lancé aux États-Unis un service de séjours organisés et guidés nommé Adventures by Disney. Lors de la vente par Disney des Disney Store à The Children's Place (société de vente de vêtements pour enfants), la boutique Disney Store de la Cinquième Avenue à New York était passée sous le contrôle de la division des parcs avant de fermer après le rachat des Disney Store.

## Historique

### 1952-1971: un seul parc à thème, Disneyland
En 1952, Walt Disney fonde la société WED Entreprises à partir de fonds personnels pour concevoir, construire et développer son idée de parc à thème Disneyland. Il « débauche » alors des animateurs et autres employés de la société Walt Disney Productions (le studios Disney), dont il est alors le président-directeur général et actionnaire (car cotée en bourse depuis 1940), pour en faire les premiers imagineers, les employés de WED Entreprises. Il engage aussi le Stanford Research Institute pour définir le meilleur site pour son futur parc. Le lieu retenu est une orangerie située à Anaheim en Californie, le long de l'Interstate 5, alors en construction.
En 1954, les imagineers ont déjà conçu la majeure partie du parc et les plans du premier parc à thème, Disneyland, sont révélés au public. Les travaux de construction débutent mais nécessitent un important apport financier que Walt Disney ne peut assurer seul. En 1955, la société Disneyland Inc est alors créée conjointement par Walt Disney Productions, l'American Broadcasting Company sous la forme d'une avance sur les bénéfices de l'émission Disneyland et deux autres sociétés d'Hollywood.
Après moins de 11 mois de travaux, le parc Disneyland ouvre ses portes le 17 juillet 1955 mais uniquement à un public sélectionné en raison d'une émission spéciale retransmise à la télévision. La première année du parc est assez chargée en « nouveautés », de nombreuses attractions n'ayant pas été terminées ou par manque de budget. En 1957, Walt Disney Productions rachète les 31 % de Disneyland Inc détenus par les deux sociétés d'Hollywood. Le 6 juillet 1960, elle devient le seul actionnaire du parc et donc Disneyland Inc une filiale à 100 %. Le parc évolue rapidement, des « lands » et des attractions ouvrent régulièrement.
Le parc est alors partagé entre la société de gestion et principal propriétaire Disneyland Inc et WED Entreprises qui assure le développement, la conception des nouveaux projets et qui possède le Disneyland Railroad et le Disneyland Monorail (lancé en 1959).
À la fin des années 1950 et au début des années 1960, Walt Disney se lance dans plusieurs projets liés aux loisirs en lieux propres tels que Disney's Mineral King Ski Resort (station de ski) ou les quatre pavillons de la Foire internationale de New York 1964-1965. Ces deniers ont aussi servi à tester le public de la côte Est américaine pour un projet de parc en Floride.
Afin de réaliser ce projet alors nommé Projet X, plusieurs « manœuvres » sont lancées. Durant l'été 1964, de mystérieux acheteurs acquièrent 11 000 ha de terrain en Floride, ils seront ensuite démasqués et assimilés à Disney. En février 1965, Walt Disney Productions, voyant que les parcs à thèmes devient une composante majeure de ses activités, rachète à WED Entreprises le service de conception (les imagineers) et les attractions, le reste devenant la société Retlaw Enterprises.
Malgré la mort de Walt Disney en 1966, les travaux de construction se poursuivent sous la direction de son frère Roy Oliver Disney. Le parc à thème Magic Kingdom ouvre ses portes le 1er octobre 1971 ainsi que deux hôtels Disney, premiers éléments du complexe de Walt Disney World Resort, détenu par la société Walt Disney World Company. Dave Smith évoque en 1998 une somme de 400 millions de $ mais grâce aux qualités de Roy Oliver Disney, la société ne présente aucune dette importante. Mais Roy décède quelques mois plus tard, juste avant Noël 1971. Malgré les travaux en Floride, des projets d'attractions initiés par Walt voient le jour tel que Pirates of the Caribbean (1967), Haunted Mansion (1969).
Pour des raisons tant juridiques que financières, Walt Disney Productions crée alors une filiale nommée Walt Disney Attractions pour superviser les deux sociétés Disneyland Inc et Walt Disney World Company.
La direction de Walt Disney Productions continue alors l'œuvre initiée par Walt.
Le projet de station de ski à Mineral King est suspendu à la suite d'analyses d'impact environnemental lancées par le Service des forêts des États-Unis et à un accident mortel en 1969. Un autre projet de station de ski occupe les équipes Disney quand celui de Mineral King est suspendu à partir de 1972, au Independence Lake, près de Truckee dans la Sierra Nevada en Californie. Le projet d'Independence Lake est officialisé en 1974 mais pour des raisons environnementales le projet est annulé en 1978.

### 1972-1995: plusieurs parcs à thèmes de par le monde
Le début des années 1970 est surtout marqué par l'ouverture récente du Magic Kingdom, mais des attractions nouvelles continuent d'ouvrir comme Space Mountain (1974) et Big Thunder Mountain (1979).
Pour Walt Disney Attractions, les années 1970 sont marquées par le développement de deux parcs à thèmes : Epcot en Floride et le premier parc Disney en dehors des États-Unis, au Japon.
- EPCOT ouvre le 1er octobre 1982 et est issu d'un concept de communauté futuriste voulue par Walt Disney mais résumé à une foire internationale permanente.
- Tokyo Disneyland ouvre le 15 avril 1983 à 15 km du centre de Tokyo mais appartient la société japonaise Oriental Land Company et non à Disney.

À partir du milieu des années 1980, Walt Disney Productions devient la Walt Disney Company et les activités de la société sont réparties en plusieurs nouvelles filiales dont Walt Disney Pictures et Walt Disney Television. Différents projets sont alors lancés tel qu'un troisième parc en Floride, les Disney-MGM Studios (renommé Disney's Hollywood Studios en 2008) et un quatrième site, Euro Disney Resort dont le lieu n'est déterminé qu'en 1987.
Ce qui évolue énormément à la fin des années 1980 et au début des années 1990 est la capacité hôtelière des complexes Disney. Le complexe français ouvre en 1992 à Marne-la-Vallée (35 km à l'est de Paris) avec 6 hôtels pour un total de 5600 chambres. De son côté, le complexe de Floride voit s'ouvrir douze hôtels entre 1988 et 1994 comprenant plus de 14 700 chambres ou appartements/villas, portant le total à plus de 16 000 chambres. La société Disney inaugure en 1990 un nouveau type d'hébergement dans ses parcs, nommé Disney Vacation Club, ce sont des appartements/villas en temps partagé.
En 1991, Dick Nunis devient le président directeur général et Judson Greene est nommé président.
Le 2 octobre 1992, Walt Disney Pictures sort le film Les Petits Champions et lance une nouvelle vague d'engouement pour le hockey sur glace chez les jeunes. Devant le succès du film, qui rapporta 51 millions de dollars, la Walt Disney Company décida de demander à la LNH l'octroi d'une franchise. Le 9 décembre, la NHL autorise Disney à développer une franchise. Disney fonde la société Anaheim Sports pour gérer la franchise.
Le lancement officiel de la franchise eut lieu lors de la cérémonie de présentation des couleurs et du logo le 7 juin 1993. Ensuite Disney utilisa sa machine commerciale pour réaliser de nombreux produits dérivés dont une série télé, des jeux vidéo, une ligne de vêtements...
Différents projets apparaissent aussi comme celui de parc sur l'histoire des États-Unis, Disney's America est lancé en 1994, le projet d'un parc supplémentaire en Californie, avec un affrontement de deux projets WestCOT et DisneySea.

### 1995-2003: l′ère Pressler, des resorts et de la diversification
Mais à partir du milieu des années 1990, une modification de la philosophie des parcs se met en place pour les diriger vers des resorts. Elle est due en partie aux problèmes financiers du parc français, obligé de changer de nom en 1994 à l'arrêt du projet Disney's America. Cette période est parfois appelée l′« ère Pressler » en raison de la forte influence de Paul Pressler.
En 1995, la société est rebaptisée Walt Disney Parks and Resorts. Le 18 mai 1995, la Walt Disney Company annonce son intention d'entrer au capital du club de baseball California Angels à hauteur de 25 %. L'achat se fait le 15 mai 1996. Il est suivi en novembre par le renommage de l'équipe en Anaheim Angels et s'accompagne d'une rénovation de l'Anaheim Stadium pour 100 millions de $. Après la mort de Gene Autry en 1998, Disney rachète l'intégralité du club.
Le 26 novembre 1997, Oriental Land Company et Disney officialisent le projet Tokyo DisneySea.
Au milieu des années 1990, l'équipe de direction de Disneyland change au profit de Cynthia Harriss et Paul Pressler, chacun avec un parcours plutôt dans la vente et les chaînes de magasins. Paul Pressler fut le président de Disneyland Resort et Cynthia Harriss la responsable marketing. En raison des économies réalisées grâce à leurs méthodes, Pressler fut nommé en 2001 à la tête des parcs Disney tandis que Harriss lui succéda à la tête de Disneyland.
La politique de Pressler était basée sur la réduction drastique des coûts à tous les niveaux sauf publicitaire. Un des principaux points d'économie concernait les frais d'entretiens, ce qui nécessitait des attractions tournant à 60 % de leur capacité voire moins. Cette réduction allongea les files d'attentes et augmenta le temps d'attente. Afin de réduire ce temps, principalement à cause des plaintes, le système FastPass fut « inventé », plutôt mis en place. Mais cette innovation a provoqué chez les visiteurs de nouveaux comportements dont celui d'aller sans but réel durant les périodes non prévues par les horaires du FastPass. Toutefois cela allait dans le sens de Pressler qui souhaitait augmenter les lieux de ventes. Pour occuper les visiteurs oisifs, des stands de nourriture et des boutiques avaient été construits en grand nombre. De nombreux fans ont vu en cela la perte de l'atmosphère voulue par Walt Disney et chère à de nombreux visiteurs. En conséquence, la fréquentation baissa.
En parallèle un système de passeport annuel illimité à un prix équivalent à deux ou trois jours consécutifs permettait de revenir autant de fois dans l'année que souhaité. Rentable pour les visiteurs au bout de trois venues, il ne l'était pas pour le parc et fit baisser de manière conséquente les revenus liés aux entrées. Le premier projet phare de Pressler était la rénovation nécessaire de Tomorrowland, qui prit corps en 1998. Elle consistait en un nouveau thème et un renouvellement de la zone dans un style proche de celui de Discoveryland. Finalement le nombre d'attractions fermées était supérieur à celui des nouvelles et l'attraction phare devait être Rocket Rods mais subissait avarie sur avarie. Les problèmes financiers s'aggravèrent avec l'ouverture en 2001 de Disney's California Adventure basé sur les principes de Pressler. Ce second parc fut considéré comme un parc au rabais mais au même prix d'entrée que Disneyland. Mais d'autres problèmes émergèrent, les effets néfastes et malheureusement funestes de la réduction des frais d'entretien. L'attraction Big Thunder Mountain fit un mort et 10 blessés le 5 septembre 2003, et durant les 10 mois suivants les incidents se multiplièrent malgré plusieurs mois de fermeture. Paul Pressler fut « démis » de ses fonctions en 2003 mais devint ensuite le PDG de Gap, Inc. Cynthia Harriss ne lui survécut pas longtemps et partit pour des raisons personnelles.
Durant la présidence de Pressler différents projets émergèrent ; certains ne survivront pas et sont pour cette raison associés parfois à tort à la chute de Pressler. On peut relever parmi ces projets ceux de la filiale Disney Regional Entertainment créée en 1997 et regroupant plusieurs tentatives de diversification :
- Club Disney, un service de garderie Disney, après cinq ouvertures, le projet a été stoppé fin 1999 et les garderies fermées.
- DisneyQuest, des salles de jeux géantes Disney, après deux ouvertures le projet a été stoppé en 2001 et seule celle de Walt Disney World a persisté.
- ESPN Zone, des restaurants sportifs avec des loisirs mais l'expansion a été suspendue depuis 2002, avec le huitième restaurants.

Un projet, non lié à Pressler, est lancé en 1995 : la compagnie de croisière Disney Cruise Line. Le premier navire, le Disney Magic, effectue sa première croisière en 1998, suivi un an plus tard par son jumeau, le Disney Wonder.
Un autre projet émerge en 1998, Disney's Animal Kingdom, quatrième parc à thème du complexe de Walt Disney World en Floride. Sa genèse est toutefois marquée par l'ouverture d'un land « temporaire » par manque de budget pour celui consacré aux animaux mythiques (licornes, dragons et autres), toujours par construit en 2008 et de l'ouverture en 1999 de celui consacré à l'Asie, un an après le parc.
Le 2 novembre 1999, Disney officialise le projet Hong Kong Disneyland, avec prévisions d'ouverture en 2005 (délais tenus). Le 15 mai 2000, Disney annonce l'ouverture du second parc du Disneyland Resort pour le 8 février 2001.
Le début des années 2000 est marqué par la transformation de la plupart des parcs et de leurs alentours respectifs en « resort » Disney, des lieux de séjours complets avec hébergements, restaurations et commerces Disney. Ainsi apparaissent, à l'instar du Walt Disney World Resort, avec l'ouverture à chaque fois d'un second parc à thème :
- le Disney California Adventure en Californie en février 2001 ;
- le Tokyo DisneySea au Japon en septembre 2001 ;
- le Parc Walt Disney Studios en France en mars 2002.

Le 29 septembre 2002, Jay Rasulo est nommé président de la division. Le 12 mai 2003, la Walt Disney Company obtient du Congrès des États-Unis que les domaines de Disneyland et Disney World soient des zones d'exclusion aérienne sans en avoir fait une demande officielle. Le 21 mai 2003, Disney revend les Anaheim Angels pour 180 millions de dollars à Arturo Moreno, un financier de Phoenix. Le 9 octobre 2003, l'attraction Mission : Space ouvre à Epcot.

### 2004-2017: implantation en Asie continentale

Logo en 2006.

À partir de 2004, avec le remplacement de Paul Pressler par Jay Rasulo, la division des parcs à thèmes s'est lancé dans ce qui a été considéré comme une réparation des erreurs de l'ère Pressler.
Avant le cinquantième anniversaire de Disneyland, de nombreuses rénovations sont lancées en prévision de la cérémonie Happiest Homecoming on Earth.
Le 25 février 2005, Disney annonce son intention de revendre sa licence des Mighty Ducks d'Anaheim à Henry Samueli. Cela provoque la dissolution de la société Anaheim Sports.
En 2007, après la fin des cérémonies du 50e anniversaire, Disney lance Disney's Year of Million Dream, l'année du million de rêves. Le 18 janvier 2007, Disney Cruise Line annonce que le Disney Magic proposera de nouveau en 2008 des croisières le long des côtes mexicaines. Le 29 janvier, Disney annonce l'ouverture prochaine de Toy Story Midway Mania en 2008 à la fois en Floride et en Californie. De plus  des vedettes sont utilisées dans une campagne de publicité pour Disney's Year of Million Dream : on retrouve David Beckham en Prince Phillip, Scarlett Johansson en Cendrillon, et pour Alice aux pays des merveilles Oliver Platt en Chapelier Fou, Lyle Lovett en Lièvre de Mars et Beyonce en Alice. Le 9 février 2007, Disney annonce qu'elle doit refinancer la dette du parc Hong Kong Disneyland à hauteur de 294 millions de dollars (américains) en raison de la baisse de fréquentation et du faible taux de dépense par visiteurs. Le 19 mai 2007, Disney lance Disney's Travel on Demand, un service de documentaires vidéo à la demande sur les parcs Disney disponible aux États-Unis sur Time Warner Cable et Cablevision Systems.
Le 17 juin 2008, Disney nomme Djuan Rivers président de Disney Vacation Club and Resort, Hawaii pour le complexe de 85 000 m2 à Hawaï, près de Ko Olina Beach.
Le 10 janvier 2009, Disney officialise le « Shanghai Disneyland » en annonçant avoir fait une proposition de construction au gouvernement chinois. Le 10 janvier 2009, la division américaine des parcs d'attractions Disney demande le départ de 600 responsables pour une autre division afin de réduire ses coûts, et prévoit des licenciements si le nombre de départs n'est pas atteint. Le 4 avril 2009, en raison de la situation économique, la division annonce la suppression de 1 900 postes aux États-Unis sur 80 000, répartis comme suit : 1400 à Walt Disney World Resort, 300 au Disneyland Resort et 200 au siège de Burbank, 1 200 sont des licenciements secs et 700 des non-renouvellements de postes. Le 30 juin 2009, Disney et le gouvernement de Hong Kong annoncent un budget de 452 millions de $ pour réaliser des extensions au parc de Hong Kong Disneyland prévues jusqu'en 2014 et un changement du capital, Disney reprenant 5 % du capital. Le 12 septembre 2009, lors du premier D23, Disney annonce l'agrandissement du Fantasyland du Magic Kingdom (en Floride) et l'ouverture de Star Tours 2 en 2011 à Disneyland en Californie et aux Disney's Hollywood Studios de Floride. Le 21 septembre 2009, le China Security Journal annonce que le projet Shanghai Disneyland est toujours en négociation. Le 12 octobre 2009, George Kalogridis est nommé président du Disneyland Resort. Le 3 novembre 2009, Disney a annoncé l'approbation du projet par le gouvernement chinois. Le 13 novembre 2009, Jay Rasulo (PDG de Parks&Resorts) et Thomas O. Staggs (CFO) échangent leurs fonctions à la tête de la division. Le 16 novembre 2009, Disney lance avec Verizon un service d'aide aux visiteurs dans les parcs de Floride.
Le 19 janvier 2010, Disney révèle le nom du complexe Aulani, a Disney Resort & Spa, Ko Olina, Hawai'i ainsi que le site web associé www.DisneyAulani.com.  Le 9 juin 2010 ESPN annonce la fermeture de 5 ESPN Zone, celles de Baltimore, Chicago, New York, Las Vegas et Washington, dès le 16 juin 2010 ; celle de Disneyland (Californie) et Los Angeles (franchisé) restant ouverte. Le 25 septembre 2010, Disney lance un site de réseau social nommé Disney Memories pour partager des souvenirs des parcs Disney. Le 20 octobre 2010, Disney et Ocean Spray signent un accord pour vendre des boissons à la canneberge à Disneyland Resort (Californie), Walt Disney World Resort (Floride) et à bord de la Disney Cruise Line. Le 7 novembre 2010, Disney annonce la signature d'un contrat avec le Shanghai Shendi Group pour le développement du parc Shanghai Disneyland, confirmant des révélations de l'agence officielle Xinhua publiées le 5 novembre. Le 18 novembre 2010, Disney s'associe à Gowalla pour fournir du contenu aux applications sociales des smartphones dans ses parcs d'attractions américains sous la forme de pin's numériques, d'itinéraires ou de réductions.
Le 8 février 2011, Disney Destinations et Home & Garden Television ont signé un contrat de promotion conjointe de l'évènement EPCOT International Flower & Garden Festival. Le 15 mars 2011, Disney annonce offrir 2,5 millions de $ au Japon pour aider les victimes du séisme de 2011 de la côte Pacifique du Tōhoku tandis que le complexe de Tokyo Disney Resort reste fermé pendant plusieurs jours. Le 4 avril 2011, le Quotidien du Peuple en ligne annonce le début des travaux de Shanghai Disneyland, projet de l'ordre de 24,5 milliards de yuans (3,74 milliards de dollars) et dont 116 hectares de terrain sont déjà alloués situé dans le nouveau district de Pudong, dès le 8 avril 2011. Le 26 mai 2011, le PDG de Chiquita annonce avoir signé un contrat de distribution de fruits et légumes avec les entités américaines de Walt Disney Parks and Resorts, parcs hotels et bateaux de croisières,. Le 5 juillet 2011, la présidente de Walt Disney World depuis 2006, Meg Crofton, est nommée en plus responsable des opérations de Disneyland en Californie et Disneyland Paris en France. Le 20 septembre 2011, Disney annonce avoir obtenu les droits de la Fox et de James Cameron pour construire un land basé sur Avatar. Le 25 novembre 2011, Disney annule son projet pour National Harbor à Washington DC.
Le 3 février 2012, Disney assouplit son code interne et autorise le port de la barbe, la moustache étant autorisée depuis l'an 2000. Le 23 avril 2012, Starbucks annonce l'ouverture d'un espace de vente dans chacun des six parcs à thèmes américains de Disney,. Le 27 juin 2012, Disney confirme la licence accordée à Dubaïland pour construire le parc Marvel Adventure mais précise qu'il ne sera pas développé par Walt Disney Imagineering. Le 19 septembre 2012, Disney revend le terrain de National Harbor à Washington DC au promoteur Peterson Cos. au même prix qu'il l'avait acheté en 2009. Le 11 novembre 2012, Disney révèle un projet d'un milliard de dollars baptisé Next Generation Experience comportant de nombreuses améliorations des attractions et des conditions de visites.
Le 9 janvier 2013, Disney annonce que George Kalogridis échange son poste de président du Disneyland Resort pour celui de président du Walt Disney World Resort. Le 2 mars 2013, Disney Parks lance une gamme de cosmétique nommée Beautifully Disney. Le 23 juillet 2013, AT&T devient le fournisseur officiel des parcs Disney américains pour le réseau sans-fil. Le 14 novembre 2013, Disney et Harrods annoncent l'ouverture le 25 novembre d'un espace Disney dans le magasin londonien avec une Disney Store, un Disney Café et une Bibbidi Bobbidi Boutique, première déclinaison de cette boutique conçue par la division parcs à thème. Le 28 avril 2014, Disney et Shanghai Shendi Group annoncent ajouter 800 millions de dollars au budget du Shanghai Disney Resort pour augmenter le nombre d'attractions et offres. Le 11 septembre 2014, Apple annonce un partenariat avec Disney dans le cadre du système de paiement Apple Pay. Le 8 novembre 2014, la Walt Disney World Company achète les 3 000 acres (12,14 km2) de Mira Lago dans les comtés d'Osceola et de Polk initialement prévus à l'urbanisation pour l'ajouter au Disney Wilderness Preserve afin de développer 350 acres (1,42 km2) supplémentaires du Walt Disney World Resort,. Le 10 novembre 2014, Disney dément les rumeurs de parcs à Visakhapatnam en Inde. Le 20 novembre 2014, Disney dément les rumeurs de parc en Égypte.
Au 1er janvier 2015, avec l'ouverture de villas Disney Vacation Club au sein du Disney's Polynesian Resort, Disney confirme la tendance d'une augmentation des biens en temps partagé dans ses hôtels. Le 30 janvier 2015, Disney Parks and Resorts annonce la fermeture de son site de confection de costumes situé à Fullerton près de Disneyland à compter du 29 mai, avec le licenciement de 85 personnes et le transfert de l'activité en Floride à Walt Disney World Resort. Le 5 février 2015, le procès d'un homme accusé d'avoir lancé une rumeur d'un parc Disney au nord du Texas et convaincu des investisseurs potentiels de spéculer sur les terrains depuis plus de 10 ans s'ouvre avec la présentation de documents falsifiés,.
Le 5 février 2015, Thomas O. Staggs, directeur de Walt Disney Parks and Resorts et ancien directeur financier est promu COO de la Walt Disney Company,,,. Quelques jours plus tard, Bob Chapek est nommé président de Walt Disney Parks and Resorts fin février 2015,,,. Le 23 février 2015, Disney annonce les nouveaux tarifs de ses parcs américains valables à partir de mars 2015 dont celui du Magic Kingdom surpassant les 100 dollars pour une journée,. Le 13 avril 2015, Disney annonce un contrat entre sa filiale Adventures by Disney et le croisiériste américain AmaWaterways pour des croisières fluviales en Europe, principalement sur le Danube sur deux nouveaux navires construits spécialement,,. Le 14 mai 2015, Disney et AmaWaterways annoncent des croisières fluviales supplémentaires durant l'été et à Noël 2016 un mois après avoir annoncé leur partenariat. Le 31 juillet 2015, JPMorgan Chase annonce poursuivre son partenariat avec Walt Disney Parks and Resorts pour des cartes bancaires. Le 10 août 2015, la société brésilienne Havaianas signe un contrat avec Walt Disney Parks and Resorts pour vendre des tongs dans les boutiques des parcs élargissant son contrat avec Disney Consumer Products datant de 2011.
Le 15 août 2015, lors du D23, Disney Parks annonce deux lands de 14 acres (56 656 m2) chacun dédiés à Star Wars à Disneyland en Californie et à Disney's Hollywood Studios en Floride,,,,. Le 17 décembre 2015, Disney, Seaworld et Universal annoncent l'installation de détecteurs de métaux à l'entrée de leur parcs respectifs 15 jours après la fusillade de San Bernardino,.
Le 12 janvier 2016, Disney annonce l'ouverture du Shanghai Disney Resort pour le 16 juin 2016,,. Le 15 janvier 2016, Bob Chapek nomme Bob Weis président de Walt Disney Imagineering,. Le 25 janvier 2016, Kimberly-Clark prolonge le contrat signé avec Disney depuis 20 ans pour les couches Huggies et obtient l'accord pour sponsoriser les espaces bébés des parcs et paquebots américains de Disney. Le 27 février 2016, Disney modifie son offre tarifaire saisonnière en Amérique du Nord pour varier les prix des billets d'entrée selon l'affluence du jour,,. Le 26 juillet 2016, Disney Parks souhaite utiliser des photos des pieds visiteurs pour les suivre dans ses parcs,. Le 19 septembre 2016, Disney dépose un brevet nommé Image Projecting Light Bulb pour transformer une charge d'hôtel en un lieu interactif pour les enfants. Le 4 novembre 2016, Walt Disney Parks and Resorts obtient une autorisation de la Federal Aviation Administration pour utiliser des drones au dessus de ses parcs Disneyland et Disney World jusqu'en 2020 pour du loisir ou des spectacles pyrotechniques,, bien qu'ils soient des zones d'exclusion aérienne depuis 2003. Le 16 novembre 2016, Disney et Intel s'associent pour présenter un spectacle nocturne comportant une flotte de 300 drones équipés de LED,. Le 22 novembre 2016, Hong Kong Disneyland annonce un projet d'1,4 milliard d'USD d'agrandissement du parc pour 2018-2023 avec une zone sur La Reine des neiges (2013), des attractions sur Vaiana (2016) et les super-héros de Marvel et la reconstruction du Sleeping Beauty Castle,,,.
Le 17 mars 2017, le Département du Travail demande à la Walt Disney Company de rembourser 3,8 millions d'USD aux 16 000 employés de Floride de Disney Vacation Club et Walt Disney Parks and Resorts en raison de frais d'entretien de costumes appliqués à leurs salaires le faisant passé sous le minimum légal,,,. Le 26 mars 2017, Disney annonce le lancement d'un service de commande en ligne pour restaurant dans son application mobile qui sera disponible à l'ouverture de la zone Pandora: The World of Avatar le 27 mai. Le 29 mars 2017, The Walt Disney Company annonce une augmentation de 350 millions d'HK$ du capital de la société mixte HKITP détenant le complexe Hong Kong Disneyland Resort afin de financer les agrandissements et ainsi passait à 48 %,. Le 7 avril 2017, Disney Research a déposé un brevet pour Disney Parks and Resort de personnages robots avec un corps à texture douce, rappelant le personnage de Baymax dans le film Les Nouveaux Héros (2014),. Le 12 mai 2017, Shanghai Disney Resort annonce avoir accueilli 10 millions de visiteurs en 11 mois d'opération,. Le 15 mai 2017, Disney crée Disney Difference une régie publicitaire qui permet aux annonceurs d'utiliser les chaînes du Disney-ABC Television Group, d'ESPN et les studios cinématographiques Disney mais aussi l'ensemble des filiales de Disney comme les parcs et les produits de consommations. Le 1er juin 2017, pour la première fois en 10 ans les chiffres de fréquentations des parcs Disney dans le monde sont en baisse d'après l'étude annuelle de la TEA et Aecom,,. Le 1er juillet 2017, Siemens annonce l'arrêt de son partenariat avec Disney en octobre 2017 laissant les attractions Spaceship Earth et IllumiNations d'Epcot ainsi qu'Innoventions et It's a Small World de Disneyland sans sponsor.  Le 19 novembre 2017, Euro Disney annonce dans un document financier lié à l'offre de rachat par The Walt Disney Company un plan d'investissements sur 10 ans de 2,1 milliards d'€ dont la rénovation des hôtels New York et Disneyland et une zone Marvel au Parc Walt Disney Studios. Le 22 novembre 2017, Euro Disney précise que son plan d'investissements comprend une grande attraction prévue pour 2024.

### Depuis 2018: Réorganisations et Covid-19
Le 18 janvier 2018, Disney dépose un brevet pour combiner des produits de consommations avec des activités interactives dans des lieux spécifiques, basée sur le Lidar et la Radio-identification. Le 5 février 2018, Michael Colglazier, ancien président de Disneyland Resort est nommé président d'une nouvelle entité de Walt Disney Parks and Resorts nommée Asia Pacific Operation, qui supervise Hong Kong Disneyland Resort, Shanghai Disney Resort et la collaboration avec Oriental Land Company pour Tokyo Disneyland Resort. Le 27 février 2018, Robert Iger en visite à l'Élysée a rencontré Emmanuel Macron et a annoncé un investissement de 2 milliards d'€ pour Disneyland Paris dont le doublement du Parc Walt Disney Studios avec la construction de 3 zones entre 2021 et 2025 sur les thèmes de La Reine des neiges, Star Wars et Marvel,. Le 20 mars 2018, Disney annonce plusieurs attractions et zones Marvel pour 2020 dont une zone qui remplacera A Bug's Land à Disney California Adventure, une rethématisation du Backlot du Parc Walt Disney Studios en France et une attraction Ant-Man et la Guêpe à la place de Buzz l'éclair à Hong Kong Disneyland,,. Le 18 avril 2018, Disney annonce une application Play Disney Parks gratuite proposant des activités interactives dans les parcs de Walt Disney World et Disneyland pour l'été 2018,.
Le 20 avril 2018, Disney crée une nouvelle entité nommée Disney Signature Experiences, indépendantes de Walt Disney Parks and Resorts dirigée par Jeff Vahle qui regroupe Disney Cruise Line, Disney Vacation Club, Adventures by Disney et Disney Aulani Resort,. Le 30 juin 2018, Disney lance l'application Play Disney Parks qui rend les files d'attentes des parcs américains interactives offrant des jeux et activités. Le 4 juillet 2018, Snapchat annonce avoir signé des contrats avec Disney, Universal et Six Flags pour des applications de réalité augmentée, celle de Disney étant baptisée Play Disney Parks. Le 26 juillet 2018, Disney annonce le retrait des pailles en plastique non réutilisables de tous ses parcs d'attractions dans le monde pour mi-2019,.
Le 28 mars 2019, Disney prévoit d'interdire la cigarette dans ses parcs américains à compter du 1er mai 2019. Le 4 avril 2019, Disneyland Paris publie ses résultats financiers dont l'élément notable est la hausse des revenus pour les hôtels et le Disney Village de 10,6 % à près de 500 millions d'USD (442,3 millions d'€). Disney intègre désormais dans ses activités les offres de voyages de National Geographic sous le nom National Geographic Expeditions. Le 25 juillet 2019, Fox, Disney et Genting parviennent à un accord dans le procès concernent le parc malaisien 20th Century Fox World,.

#### 2020: Fermetures durant la pandémie de Covid-19
En raison des risques liés à la pandémie de Covid-19 démarrée en Asie, le parc Shanghai Disneyland ferme ses portes pour une durée indéterminée à partir du 24 janvier 2020, suivi de Hong Kong Disneyland le 26 janvier. Tokyo Disney Resort ferme ses parcs le 27 mars 2020, suivi de ses hôtels à partir du 1er avril.
À la suite de l'expansion de la pandémie en Europe et aux États-Unis, la Walt Disney Company décide de fermer ses parcs occidentaux, Disneyland Resort et Disneyland Paris à partir du 14 mars, et Walt Disney World Resort à partir du 16 mars, pour une durée indéterminée.
Disney Cruise Line suspend tous les départs de croisière à partir du 14 mars. Adventures by Disney suspend tous les départs après le 15 mars. Enfin, le dernier Disney Vacation Club encore en activité, Aulani, ferme à son tour le 24 mars.
Au début du mois d'avril 2020, hormis quelques activités marginales et encadrées à Shanghai Disney Resort rouvertes le 9 mars 2020 et Hong Kong Disneyland Resort, l'ensemble des parcs et activités touristiques de la Walt Disney Company est à l'arrêt.
Shanghai Disneyland est le premier parc à rouvrir ses portes le 11 mai 2020, accompagné de nombreuses mesures sanitaires : accès au parc plafonné à 30 % de sa capacité, réservation obligatoire, contrôle de température corporelle, etc..

#### 2022: Polémiques en Floride
En avril 2022, Bob Chapek se prononce publiquement contre une nouvelle loi de l'État de Floride interdisant d’enseigner des sujets en lien avec l’orientation sexuelle ou l’identité de genre à l’école primaire. Une prise de position qui a engendré de vives critiques du côté du Parti républicain, Marco Rubio reprochant notamment à Disney de ne pas dire « un mot sur la dictature en Chine », mais de n'avoir « aucun problème à utiliser son pouvoir d’entreprise pour mentir à propos de lois adoptées de façon démocratique par les législateurs en Floride ». 
Après cette polémique, le parlement de la Floride adopte un projet de loi supprimant un statut favorable dont bénéficiait le parc d’attractions Disney World, qui lui offrait une large autonomie de gestion locale et l’exemptait de la plupart des réglementations de l’État,.
D'une manière générale, l'engagement accru de la société en politique depuis 2015 a pour conséquence une baisse de sa popularité. Autrefois considérée comme la quatrième marque la plus appréciée des États-Unis, l'entreprise de divertissement chute depuis dans le cœur des Américains, jusqu'à atteindre la 77e position sur 100, selon un classement réalisé par Axios-Harris. Notamment, la polémique née autour de la « Loi sur les droits parentaux en matière d'éducation (Floride) » a eu pour effet, qu'aux États-Unis, « se rendre dans un parc d'attractions Disney est aujourd'hui considéré comme un geste militant de gauche ».

## Les parcs à thèmes
Les parcs à thèmes de Disney possèdent un style particulier voulu par Walt Disney depuis Disneyland. 
Il est possible de les classer en deux catégories:
- Les royaumes enchantés ou Disneyland à proprement parler.
- Les autres parcs Disney construits à côté de Royaumes Enchantés déjà existant, sur différents thèmes :
  - le futur et les pays du monde, avec Epcot
  - le cinéma, avec Disney's Hollywood Studios et Walt Disney Studios
  - la nature, avec Disney's Animal Kingdom
  - la Californie, avec Disney's California Adventure
  - l'eau et le voyage, avec Tokyo DisneySea

Il n'existe pour le moment aucun parc Disney seul qui ne soit pas un royaume enchanté ; malgré plusieurs concepts, aucun n'a été construit.
| \| Disneyland Resort Walt Disney World Resort Tokyo Disney Resort Disneyland Paris Hong Kong Disneyland Resort Shanghai Disney Resort Disneyland Abu Dhabi \| localisation des parcs Disney |
| Disneyland Resort Walt Disney World Resort Tokyo Disney Resort Disneyland Paris Hong Kong Disneyland Resort Shanghai Disney Resort Disneyland Abu Dhabi                                     |

### Disneyland Resort
Le domaine a été fondé comme un parc à thèmes seul par Walt Disney en 1955 à Anaheim en Californie. Disneyland est rapidement devenu célèbre de par le monde comme un lieu où les parents peuvent emmener leurs enfants s'amuser comme eux purent le faire dans leur jeunesse, avec une reproduction nostalgique d'une ville américaine du début du XXe siècle (Main Street, USA), un voyage fantastique dans les contes de fées et autres légendes (Fantasyland). Le parc avait un hôtel associé longtemps propriété de la Wrather Company.
En 2001, un nouveau parc à thèmes - Disney's California Adventure a été ouvert, et les parcs formèrent un tout nouveau complexe de loisirs Disneyland Resort. À cela s'ajoutèrent deux hôtels et un ensemble de boutiques/restaurants. Disneyland célèbre son cinquantième anniversaire le 17 juillet 2005.
- Disneyland Park
- Disney California Adventure
- Downtown Disney (zone commerciale)
- 3 hôtels

### Walt Disney World Resort
Le domaine a ouvert en 1971 avec un parc sur le modèle de Disneyland, deux hôtels et un camping à Lake Buena Vista en Floride, près d'Orlando. Le site est de la taille d'une petite ville, mais seulement 27 % avait été construit. Depuis c'est devenu la plus grande destination touristique de la planète, avec quatre parcs à thèmes, deux parcs aquatiques, deux zones commerciales, plusieurs hôtels, sept parcours de golf et deux miniatures - il est même possible de faire de la pêche dans les nombreux lacs du domaine ou de s'exercer aux voitures de course type Indy Car.
- Magic Kingdom
- Epcot
- Disney's Hollywood Studios (anciennement Disney-MGM Studios)
- Disney's Animal Kingdom (parc zoologique)
- Disney's Blizzard Beach
- Disney's Typhoon Lagoon
- Disney's River Country  (actuellement fermé)
- Disney Springs (anciennement la zone commerciale Downtown Disney)
- Disney's BoardWalk (zone commerciale)
- ESPN Wide World of Sports Complex
- Walt Disney World Speedway (détruit)
- 22 hôtels
- 5 golfs, 2 golfs miniatures

### Tokyo Disney Resort
Tokyo Disney Resort, situé à Urayasu dans la Préfecture de Chiba au Japon, s'est ouvert en 1983 à quinze kilomètres du centre et dans la baie de Tokyo. Le premier parc Disney hors des États-Unis, Tokyo Disneyland est conçu comme le Magic Kingdom (voir ci-dessus) à l'image de Disneyland. En 2001, le domaine s'est agrandi avec le parc à thèmes Tokyo DisneySea. Le domaine comprend plusieurs hôtels mais seulement deux dans le style Disney propriété du domaine (un troisième est prévu), ainsi que le plus grand parking du monde. Le complexe est totalement la propriété et sous la direction de Oriental Land Company mais sous licence de la Walt Disney Company. Le complexe a été imaginé par Walt Disney Imagineering, et Disney a un grand pouvoir de décision dans les parcs.
- Tokyo Disneyland
- Tokyo DisneySea
- Ikspiari (zone commerciale, prononcé X-piari comme « expérience »)
- 4 hôtels Disney, 5 hôtels de partenaires

### Disneyland Paris
Le quatrième domaine de Disney, Disneyland Paris, a ouvert en 1992 sous le nom d'Euro Disney, il fut changé en 1994 afin d'associer l'image romantique de Paris. Le domaine comprend deux parcs à thèmes, une zone commerciale, dix hôtels et un camping. Le Lac Disney de 2 ha est ouvert aux bateaux et à la pêche, une rivière (le Rio Grande) permet même de séparer plusieurs hôtels. Le domaine est dirigé par Euro Disney SCA, une société regroupant de nombreux organismes bancaires européens dont la Banque de France (CDC).
- Parc Disneyland (anciennement Euro Disneyland)
- Parc Walt Disney Studios
- Disney Village (zone commerciale)
- 6 hôtels Disney ainsi qu'un camping Disney, 5 hôtels partenaires, 1 golf de 27 trous (golf Disneyland)
- Val d'Europe
- Villages Nature (ouvert en 2017)

### Hong Kong Disneyland Resort
Ouvert depuis le 12 septembre 2005, Hong Kong Disneyland Resort est la propriété de Disney et du gouvernement de Hong Kong (52-48 %). Le domaine est construit sur un polder de l'île de Lantau dont les constructions actuelles regroupent un parc à thèmes à l'image de Disneyland, deux hôtels, une gare et une zone récréative. Mais il y a encore de la place et une extension du polder prévue afin d'étendre le domaine. Sont prévus un second parc, d'autres hôtels et une zone commerciale.
- Hong Kong Disneyland
- Inspiration Lake
- 3 hôtels Disney

### Shanghai Disney Resort
Ouvert le 16 juin 2016, le complexe Shanghai Disney Resort est la propriété de Disney et du gouvernement chinois au travers du Shanghai Shendi Group.
- Shanghai Disneyland
- une zone commerciale Disneytown
- 2 hôtels Disney

### Disney Cruise Line
Bien que conçue au départ comme une offre associée au Walt Disney World Resort, Disney Cruise Line est une entité entière et séparée des autres de Walt Disney Parks and Resorts. La ligne a été fondée en 1995 avec le lancement de la construction de deux bateaux, nommés Wonder et Magic. Le Magic a fait son voyage inaugural en 1998 et le Wonder en 1999. Les deux navires partent du terminal 8 de Port Canaveral et s'arrêtent dans l'île privée Disney des Bahamas, Castaway Cay. Deux navires ont été lancés en 2011 et 2012, le Dream et le Fantasy. Trois navires navires supplémentaires ont été annoncés pour 2020, 2021 et 2022.
- Navires
  - Disney Wonder
  - Disney Magic
  - Disney Dream
  - Disney Fantasy
  - Disney Wish
- Castaway Cay

### Autres créations liés aux parcs à thèmes
- Disney's FastPass
- Les Passeports Annuels ont été lancés aux États-Unis d'abord à Walt Disney World Resort (28 septembre 1982) afin de fidéliser les visiteurs et leurs permettre de revenir plusieurs fois par an. Le concept fut repris en juin 1983 à Disneyland. La rentabilité pour les visiteurs commence à partir de la troisième visite dans l'année mais la rentabilité pour la société n'existe plus à partir de la cinquième visite.
- les MagicBand du programme MyMagic+

## Autres lieux de séjours de la Walt Disney Company

### Disney Vacation Club
Disney Vacation Club est un système de location d'appartement/villa au sein des sites Disney. Le principe est ancien : vous achetez une partie du domaine et vous pouvez réserver l'occupation pendant une période. Disney possède de nombreuses chambres mais actuellement répartie principalement à Walt Disney World Resort.
En dehors des parcs, Disney Vacation Club possède 
- un hôtel à Hilton Head Island (Caroline du Sud)
- un hôtel à Vero Beach (Floride)
- un hôtel à Hawaï, le Aulani, a Disney Resort & Spa

### Adventures by Disney
Adventures by Disney est un service de voyages touristiques guidés proposé par Disney depuis mai 2005 avec pour destination Hawaii et le Wyoming. Les touristes par groupe de trente sont accompagnés par deux guides Disney en plus des guides locaux.
Cette activité est une incursion de Disney dans le milieu des voyages organisés qui se repose sur la Walt Disney Travel Company, l'« agence de voyage » Disney gérant les séjours pour les parcs à thèmes américains.
Le service propose depuis 2015 des croisières fluviales en Europe utilisant les navires d'AmaWaterways.

### World of Disney
Les World of Disney sont des boutiques dites « flagship », principales, des complexes de parcs Disney. Il en existe une au Disneyland Resort, à Walt Disney World Resort et à Disneyland Paris.
À la suite de la vente des Disney Store américaines en 2004, Disney a voulu conserver la boutique sur la 5e avenue de New York. Elle fut rebaptisée World of Disney NYC et était associée aux boutiques homonymes des parcs avant sa fermeture en 2010.

### Disney Regional Entertainment
Cette filiale était un reliquat d'une tentative de Paul Pressler pour amener Disney dans chaque grande ville. Les différents entités ont fermées 
- DisneyQuest : concept de salle de jeux géante (à l'image de Sega).
- ESPN Zone : concept de bar/salle de jeux sur le sport où l'on peut regarder la retransmission des matchs. La plupart des locations sont encore en fonctionnement.
- Club Disney : Concept de garderie pour enfants (totalement) Disney mais qui n'a pas réussi et qui fut abandonné.

## Développements futurs
Il semble inévitable qu'un cinquième parc soit construit à Walt Disney World Resort, étant donné que la place est disponible, les hôtels et le complexe sont déjà présents, et cela permettrait aux visiteurs de rester plus longtemps dans le domaine, augmentant les revenus de Disney.
Disney possède encore beaucoup de terrain à Disneyland Paris, ainsi le second parc va doubler de taille et accueillir trois nouvelles zones ainsi qu’un lac artificiel et un projet de parc aquatique remonte régulièrement à la surface des rumeurs.
En 2001 avant l'ouverture de Disney's California Adventure, Disney avait été obligé d'indiquer qu'il avait acheté assez de terrain pour faire un troisième parc à Disneyland Resort.
Le seul domaine ayant peu de place pour s'étendre est Tokyo Disney Resort mais étant déjà construit sur un polder, rien d'indique qu'il soit impossible de l'agrandir. Les tokyotes ont déjà imaginé de construire (sur polders) des centaines de bâtiments et autres lieux dans l'intégralité de la baie de Tokyo.
Le 2 février 2005, Disney confirma qu'il désirait construire un troisième bateau pour Disney Cruise Line. La date de début de construction fut repoussée en raison du mauvais rapport entre l'euro et le dollar. La construction de deux bateaux supplémentaires a démarré en 2008.
En dehors de Hong Kong Disneyland Resort qui se développe, Disney explore d'autres lieux. Ainsi en janvier 2005 des « explorateurs » Disney ont été envoyés en Australie, le site de Melbourne semble privilégié. Juste avant un détour en Corée du Sud où le gouvernement désire un parc à proximité de Séoul. La ville de Shanghaï réclame un resort Disney afin de concurrencer Hong Kong.

### Rumeurs de parcs
De nombreuses rumeurs, lancées ou non par Disney, ont vu le jour concernant la création de parcs ou de complexes Disney dans les pays de par le monde. Les « rumeurs » lancées par Disney sont souvent liées à un véritable projet en cours et servent à discuter avec les pouvoirs locaux. Ce procédé a été appliqué dans les années 1980 avant la signature en 1987 du contrat d'intention avec le gouvernement français. Plusieurs sites étaient en lice, les deux derniers étaient les projets de Marne-la-Vallée en France et de Salou au Sud de Barcelone en Espagne, ce second est lui aussi devenu un parc, PortAventura Park au sein du complexe de loisirs PortAventura World.
Les rumeurs en dehors de Disney sont souvent liées à des espaces que des promoteurs cherchent, comme leur métier l'impose, simplement à promouvoir.
En 2005, à la suite de l'ouverture du parc de Hong Kong Disneyland, de nombreuses rumeurs ont émergé concernant des parcs en Corée du Sud, à Shanghaï et même en Malaisie.
Le 17 janvier 2006, Disney nie le fait de vouloir construire un parc à Pékin,. Le 17 avril 2006, un site d'information se fait l'écho d'un projet de parc éducatif Disney à Manilva dans la province de Malaga en Espagne. Le 28 mai 2006, plusieurs journaux évoquent un parc en Malaisie sous la responsabilité d'Oriental Land Company, propriétaire et gestionnaire du complexe Tokyo Disney Resort. Le 11 août 2006, des rumeurs précises apparaissent concernant un parc à Shanghaï, quatre fois plus grand que celui de Hong Kong et budgété à hauteur de 3,75 milliards de dollars. Le gouvernement chinois dénonce deux jours plus tard les rumeurs d'expropriation d'habitants dans la région de Shanghaï en vue de construire ce parc Disney.
Le 8 février 2007, Disney contredit l'annonce d'un parc Disney à Bahreïn. Fin octobre 2007, une rumeur de parc Disney a vu le jour concernant un parc à Singapour. Le 7 novembre 2007, la compagnie Disney est obligée de faire une campagne publicitaire en Argentine pour contredire la rumeur de création d'un parc à thèmes « Walt Disney Mundo » dans ce pays, lancée par la société d'Emile Higgins. Disney a aussi décidé d'entamer des poursuites judiciaires contre cet homme d'affaires.
Le 23 février 2009, les rumeurs d'un parc dans la banlieue de Dallas ressurgissent. En février 2015, un homme de Dallas est accusé d'avoir lancé la rumeur et produit des documents afin de duper des investisseurs potentiels dans le but de spéculer sur les terrains au Sud de Frisco,. Le 2 septembre 2015, Thomas W. Lucas Jr est reconnu coupable de tromperie et de fraude dans l'affaire du parc Disney texan.
Le 4 décembre 2013, le maire de Liberia au Costa Rica annonce la construction dès 2014 d'un parc Disney dans la province de Guanacaste.
Le 10 novembre 2014, Disney dément les rumeurs de parcs à Visakhapatnam en Inde. Le 20 novembre 2014, Disney dément les rumeurs de parc en Égypte.
Le 16 janvier 2016, Disney dément les rumeurs locales d'un parc au Laos près de Thakhek,,
Le 27 février 2017, Disney dément les rumeurs d'un parc à Zhengzhou apparues en novembre 2015 et liant un directeur de l'entreprise avec un Walt Disney Zhengzhou Project,,. Le 29 mars, Disney indique qu'à la suite d'une enquête ouverte en février à cause de rumeur de parc à Zhengzhou, il s'avère qu'un employé de l'entreprise avait signé sans autorisation des lettres d'intentions pour de nombreux projets dont à Ningbo, à Hefei et dans la province de Jianghuai. Le 16 juin 2017, à la suite de l'annonce de la fréquentation de Shanghai Disneyland, Bob Iger évoque la possibilité d'un second complexe en Chine continentale.
Le 9 mars 2018, lors d'une présentation d'un projet d'extension du réseau à grande vitesse ferroviaire de Taïwan, les représentants politiques présentent un château Disney en évoquant un parc à thème pour la zone touristique de Pingtung.

## Données économiques

### Les directeurs
- Judson Greene : 1991 à 2000
- Paul Pressler : 2000 à 2005
- Jay Rasulo : 2005 à 2010
- Thomas O. Staggs : 2010 à 2015
- Robert Chapek : 2015 à 2020
- Josh D'Amaro : depuis 2020

### Résultats financiers
| Année                                                                                        | Chiffre d'affaires | Résultats net |
| -------------------------------------------------------------------------------------------- | ------------------ | ------------- |
| 1988                                                                                         | 2 042              | 565           |
| 1989                                                                                         | 2 595              | 785           |
| 1990                                                                                         | 3 020              | 889           |
| 1991                                                                                         | 2 794,0            | 546,6         |
| 1992                                                                                         | 3 306              | 644           |
| 1993                                                                                         | 3 440,7            | 746,9         |
| 1994,                                                                                        | 3 463,6            | 684,1         |
| 1995,                                                                                        | 3 959,8            | 860,8         |
| 1996,                                                                                        | 4 502              | 990           |
| 1997                                                                                         | 5014               | 1136          |
| 1998                                                                                         | 5 532              | 1 288         |
| 1999                                                                                         | 6 106              | 1 446         |
| 2000                                                                                         | 6 803              | 1 620         |
| 2001                                                                                         | 6 009              | 1 586         |
| 2002                                                                                         | 6 691              | 1 169         |
| 2003                                                                                         | 6 412              | 957           |
| 2004                                                                                         | 7 750              | 1 123         |
| 2005                                                                                         | 9 023              | 1 178         |
| 2006                                                                                         | 9 925              | 1 534         |
| 2007                                                                                         | 10 626             | 1 710         |
| 2008                                                                                         | 11 504             | 1 897         |
| 2009                                                                                         | 10 667             | 1 418         |
| 2010                                                                                         | 10 761             | 1 318         |
| 2011                                                                                         | 11 797             | 1 553         |
| 2012                                                                                         | 12 920             | 1 902         |
| 2013                                                                                         | 14 087             | 2 220         |
| 2014                                                                                         | 15 099             | 2 663         |
| 2015                                                                                         | 16 162             | 3 031         |
| 2016                                                                                         | 16 974             | 3 298         |
| 2017                                                                                         | 18 415             | 3 774         |
| 2018                                                                                         | 20 296             | 4 469         |
| fusion avec Disney Consumer Products sous le nom Walt Disney Parks, Experiences and Products |                    |               |
| 2019                                                                                         | 26 225             | 6 758         |
| 2020                                                                                         | 16 502             | −81           |
| 2021                                                                                         | 16 552             | 471           |

### Données opérationnelles
| Parc         | Disneyland            | Disney California Adventure | Magic Kingdom      | Epcot              | Disney's Hollywood Studios | Disney's Animal Kingdom | Tokyo Disneyland | Tokyo DisneySea | Parc Disneyland Paris | Walt Disney Studios | Hong Kong Disneyland | Shanghai Disneyland |
| ------------ | --------------------- | --------------------------- | ------------------ | ------------------ | -------------------------- | ----------------------- | ---------------- | --------------- | --------------------- | ------------------- | -------------------- | ------------------- |
| Localisation | États-Unis Californie | États-Unis Californie       | États-Unis Floride | États-Unis Floride | États-Unis Floride         | États-Unis Floride      | Japon            | Japon           | France                | France              | Chine                | Chine               |
| Ouverture    | 1955                  | 2001                        | 1971               | 1982               | 1989                       | 1998                    | 1983             | 2001            | 1992                  | 2002                | 2005                 | 2016                |
| 2006         | 14 730 (2)            | 5 566 (13)                  | 16 640 (1)         | 10 460 (6)         | 9 100 (7)                  | 8 910 (8)               | 12 900 (3)       | 12 103 (4)      | 10 600 (5)            | 2 200 (>25)         | 5 200 (18)           | /                   |
| 2007         | 14 870 (2)            | 5 680 (13)                  | 17 060 (1)         | 10 930 (6)         | 9 510 (7)                  | 9 490 (8)               | 13 906 (3)       | 12 413 (4)      | 12 000 (5)            | 2 500 (>25)         | 4 150 (21)           | /                   |
| 2008         | 14 293 (2)            | 5 950 (13)                  | 17 063 (1)         | 10 935 (6          | 9 608 (7)                  | 9 540 (8)               | 14 293 (3)       | 12 498 (5)      | 12 688 (4)            | 2 612 (>25)         | 4 500 (18)           | /                   |
| 2009         | 15 900 (2)            | 6 050 (13)                  | 17 233 (1)         | 10 990 (6)         | 9 700 (7)                  | 9 590 (8)               | 13 646 (3)       | 12 004 (5)      | 12 740 (4)            | 2 655 (>25)         | 4 600 (17)           | /                   |
| 2010         | 15 980 (2)            | 6 278 (11)                  | 16 972 (1)         | 10 825 (5)         | 9 603 (8)                  | 9 686 (7)               | 14 452 (3)       | 12 663 (4)      | 10 500 (6)            | 4 500 (19)          | 5 200 (15)           | /                   |
| 2011         | 16 140 (2)            | 6 341 (14)                  | 17 142 (1)         | 10 825 (6)         | 9 699 (8)                  | 9 783 (7)               | 13 996 (3)       | 11 930 (4)      | 10 990 (5)            | 4 710 (20)          | 5 900 (16)           | /                   |
| 2012         | 15 963 (3)            | 7 775 (10)                  | 17 536 (1)         | 11 063 (5)         | 9 912 (8)                  | 9 998 (7)               | 14 847 (2)       | 12 656 (4)      | 11 200 (6)            | 4 800 (21)          | 6 700 (13)           | /                   |
| 2013         | 16 202 (3)            | 8 514 (10)                  | 18 588 (1)         | 11 229 (5)         | 10 110 (8)                 | 10 198 (7)              | 17 214 (2)       | 14 084 (4)      | 10 430 (6)            | 4 470 (21)          | 7 400 (13)           | /                   |
| 2014         | 16 769 (3)            | 8 769 (10)                  | 19 332 (1)         | 11 454 (6)         | 10 312 (8)                 | 10 402 (7)              | 17 300 (2)       | 14 100 (4)      | 9 940 (9)             | 4 260 (25)          | 7 500 (15)           | /                   |
| 2015         | 18 278 (2)            | 9 383 (11)                  | 20 492 (1)         | 11 798 (6)         | 10 828 (8)                 | 10 922 (7)              | 16 600 (3)       | 13 600 (5)      | 10 360 (9)            | 4 440 (>25)         | 6 800 (19)           | /                   |
| 2016         | 17 943 (2)            | 9 295 (11)                  | 20 395 (1)         | 11 712 (6)         | 10 776 (8)                 | 10 844 (7)              | 16 540 (3)       | 13 460 (5)      | 8 400 (13)            | 4 970 (22)          | 6 100 (17)           | 5 600 (21)          |
| 2017         | 18 300 (2)            | 9 574 (13)                  | 20 450 (1)         | 12 200 (6)         | 10 722 (8)                 | 12 500 (5)              | 16 600 (3)       | 13 500 (4)      | 9 660 (12)            | 5 200 (22)          | 6 200 (18)           | 11 000 (7)          |
| 2018         | 18 666 (2)            | 9 861 (12)                  | 20 589 (1)         | 12 444 (7)         | 11 258 (9)                 | 13 750 (6)              | 17 907 (3)       | 14 651 (4)      | 9 843 (13)            | 5 298 (23)          | 6 700 (16)           | 11 800 (8)          |
| 2019         | 18 666 (2)            | 9 861 (13)                  | 20 963 (1)         | 12 444 (7)         | 11 483 (9)                 | 13 888 (6)              | 17 910 (3)       | 14 650 (4)      | 9 745 (14)            | 5 245 (23)          | 5 695 (21)           | 11 210 (10)         |
| 2020         | 3 674 (2)             | 1 919 (13)                  | 6 941 (1)          | 4 044 (7)          | 3 675 (9)                  | 4 166 (6)               | 4 160 (3)        | 3 400 (4)       | 2 620 (14)            | 1 410 (23)          | 1 700 (21)           | 5 500 (10)          |

### Analyse économique
En mars 2015, le magazine Forbes s'interroge sur les moteurs de la croissance des parcs Disney américains qui se porte bien depuis quelques années. Disney propose en 2015 environ 31 000 chambres d'hôtels pour lesquels deux indicateurs clés existent, le taux d'occupation et la dépense moyenne par chambre. Le taux d'occupation est en léger recul mais il est compensé par l'augmentation de la dépense par chambre ce qui permet à Disney d'afficher un chiffre d'affaires de 2,5 milliards d'USD en 2014 comparé au 1,80 milliard d'USD en 2010. Les principaux moteurs de cette augmentation sont l'augmentation du tourisme international (7 % en 2014) et l'ajout de nouvelles attractions ainsi que la hausse de l'économie américaine qui a renforcé la demande en hôtels de luxe. Comme Disney prévoit l'ajout de nouvelles attractions comme celles liées à Avatar (2009), La Reine des neiges (2013) ou Star Wars, le public se rendra plus nombreux dans les parcs permettant de remplir encore plus les hôtels. Pour Forbes, ces éléments liés à l'économie américaine qui s'améliore, permettent d'envisager de bons résultats pour la division Parcs et Resorts de Disney.

## Divers

### Les logos
Les logos des complexes de loisirs de Disney instaurés depuis 2005 semblent avoir une logique dans leurs formes. Ainsi pour Parc Disneyland, Hong Kong Disneyland et Walt Disney World, les logos sont composés ainsi :
- Le nom du complexe est surmonté d'un arc de cercle, évoquant le vol de la fée clochette.
- À l'extrémité droite de l'arc, des étoiles, ou plutôt des scintillements permettent de dénombrer le nombre de parc à thèmes dans chaque complexe (4 en Floride, 2 en France et 1 en Chine)

Le logo de Disneyland Resort rappelle avec son écriture gothique celui défini pour Disneyland par Walt Disney en 1955. Le logo de Tokyo Disney Resort n'a pas eu ce traitement et conserve un autre principe lancé en 1999 (pour les domaines autres que Walt Disney World) qui agglutine les logos de chaque parc.

### Autres
Walt Disney Parks and Resorts produit, depuis mai 2003, Pal Mickey une peluche interactive de Mickey Mouse qui interagit avec les attractions et différentes lieux des parcs d'attractions de Walt Disney World Resort.